# Timothy Sprigge
Timothy L.S. Sprigge, 14 janvier 1932 – 11 juillet 2007, est un philosophe idéaliste britannique qui passe la dernière partie de sa carrière à l'université d'Édimbourg où il est professeur de logique et de métaphysique et dont il devient finalement membre émérite.

## Biographie
Sprigge fréquente la Dragon School d'Oxford et celle de Bryanston dans le Dorset. Il étudie l'anglais au Gonville and Caius College à Cambridge (1952–1955) puis s'intéresse à la philosophie et obtient son PhD auprès de Alfred Jules Ayer.
Intéressé de longue date par la nature de l'expérience et la relation entre l'esprit et la réalité, Sprigge est le philosophe qui pose le premier la question rendue célèbre par Thomas Nagel : « Qu'est-ce que ça fait d'être une chauve-souris? ». Tout au long de sa carrière, il fait valoir que le physicalisme ou matérialisme est non seulement faux mais contribue à une distorsion de notre sens moral. Il existe, selon lui, quelque chose de non-physique à ce qu'est l'être humain et aux animaux d'un genre supérieur.
Auteur de The Vindication of Absolute Idealism (1984), Sprigge défend une version panpsychique de idéalisme absolu, selon laquelle la réalité se compose de morceaux d'expérience combinés dans un certain type d'ensemble cohérent. Son travail présente plusieurs nouveaux arguments en faveur de la plausibilité d'un tel compte-rendu. Bien que sceptique du théisme traditionnel, Sprigge se considère lui-même croyant en un Dieu impersonnel. Il finira par devenir unitarien.
Dans son dernier ouvrage, The God of Metaphysics (2006), il plaide pour l'existence d'un « Dieu des Philosophes » digne d'adoration. Un Festschrift pour Sprigge paraît le jour de sa mort, Consciousness, Reality and Value: Essays in Honour of T. L. S. Sprigge (Ontos Verlag).
Il est président de l'Aristotelian Society (en) de 1991 à 1992 et fellow de la Royal Society of Edinburgh.
La Timoty Sprigge room à l'Institut des hautes études en sciences humaines à l'Université d'Edimbourg contient la bibliothèque de Sprigge. Les Archives Sprigge se trouvent à la Bibliothèque de l'Université d'Edimbourg.

## Ouvrages
- The Correspondence of Jeremy Bentham (1968)
- Facts, Words and Beliefs. International Library of Philosophy and Scientific Method (1970)
- Santayana: An examination of his philosophy (The Arguments of the philosophers) (1974)
- The Vindication of Absolute Idealism (1984)
- Theories of Existence (1985)
- The Rational Foundation of Ethics (1988)
- The significance of Spinoza's determinism (Mededelingen vanwege het Spinozahuis) (1989)
- James and Bradley: American Truth and British Reality (1994)
- The God of Metaphysics (2006)
- The Phenomenology of Thought ed by. L. McHenry (unfinished) (2009)
- The Importance of Subjectivity: Selected Essays in Metaphysics and Ethics ed by. L. McHenry (2011)

## Source de la traduction
- (en) Cet article est partiellement ou en totalité issu de l’article de Wikipédia en anglais intitulé « Timothy Sprigge » (voir la liste des auteurs).